# Henry Everard
Henry Breedon Everard GCLM ICD DSO TD (21 de fevereiro de 1897 - 7 de agosto de 1980) foi um engenheiro e executivo de linhas ferroviárias que, por um breve período, se tornou no Presidente Interino da Rodésia durante o período da UDI.
Everard nasceu em Barnet, estudou no Marlborough College e formou-se no Trinity College em Cambridge, em 1922. Durante a Primeira Guerra Mundial, ele serviu na França numa Brigada de Infantaria, onde foi ferido em combate e alcançou o posto de Capitão. Ele trabalhou como engenheiro ferroviário a partir de 1922, mas foi novamente comissionado por causa da eclosão da Segunda Guerra Mundial, desta vez nos Sherwood Foresters; ele foi feito prisioneiro pelas forças alemãs, recebeu a Ordem de Serviços Distintos e alcançou o posto de Tenente-Coronel. Quando foi repatriado depois da guerra, tornou-se executivo da British Railways.
Em 1953, Everard mudou-se para Bulawayo, Rodésia do Sul, para se tornar gerente geral da Rhodesia Railways, onde permaneceu por cinco anos antes de se aposentar. Ele apoiou a Frente Rodesiana e substituiu Clifford Dupont (que havia sido nomeado "Oficial Administrando o Governo") em 1968-69. Após a proclamação de uma república, Everard foi o Presidente Interino em três ocasiões distintas, entre 1975 e 1979.